# سیدلی-دیزی آر.تی.۱
سیدلی-دیزی آر.تی. ۱ (به انگلیسی: Siddeley-Deasy R.T.1) یک هواگرد ساختِ کارخانهٔ سیدلی-دیزی در کشور بریتانیا است. این هواگرد برای نخستین بار در ۱۹۱۷ میلادی مورد استفاده قرار گرفت.